# صفحه لمسی

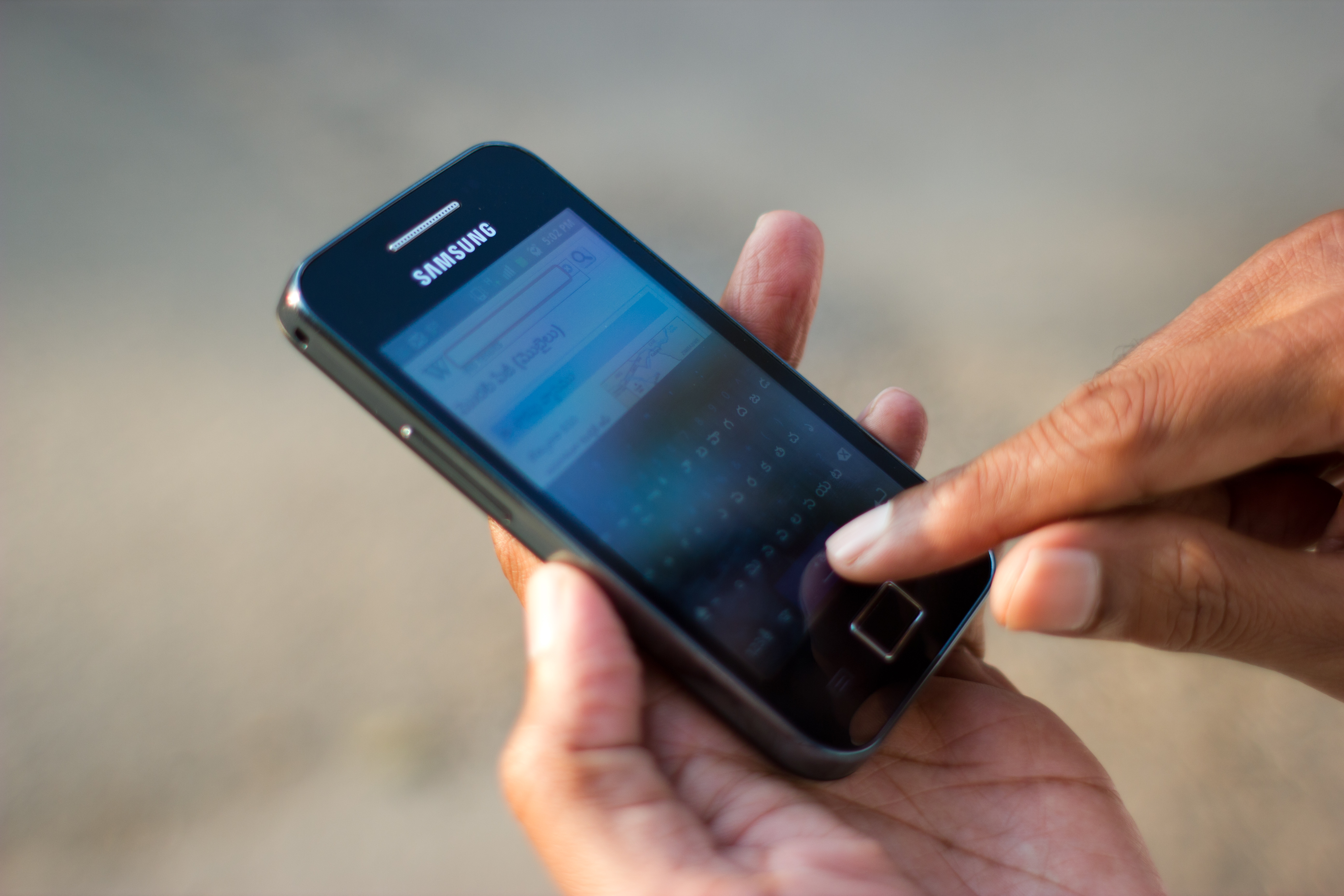
گوشی هوشمند به همراه صفحه‌لمسی

پرده لمسی، صفحه لمسی یا تاچ اسکرین (به انگلیسی: touchscreen) یک دستگاه ورودی و همچنین یک دستگاه خروجی است. صفحه لمسی به صفحاتی گفته می‌شود که بتوان تماس یک شیء و به‌طور خاص انگشت با آن را با استفاده از خواص شیء از قبیل نیرو، گرما، رسانایی الکتریکی، نور و… تشخیص داد. صفحات لمسی کاربردهای گسترده‌ای در صنایع مختلف و حتی کاربردهای عام است. ترکیب یک صفحه لمسی شفاف با یک صفحه نمایش می‌تواند ابزار بهینه‌ای برای ارتباط با دستگاه‌های مختلف به ما بدهد. صفحات لمسی برحسب خاصیتی از آن که برای تشخیص تماس مورد استفاده قرار می‌دهد، از فناوری‌های مختلفی استفاده می‌کنند.

## تاریخ
ساموئل هورست زمانی که به عنوان استاد در مؤسسه تحقیقات دانشگاه کنتاکی مشغول فعالیت بود، برای آزمون پایانی مجبور به خواندن حجم زیادی از مقاله بود که در مجموع ۲ ماه به زمان می‌برد و دو نفر فارغ‌التحصیل می‌شدند. برای صرفه جویی در زمان، اولین سنسور لمسی با نام اِلوگراف را اختراع کرد که به او اجازه می‌داد مقاله را سریعتر وارد کند. سه سال بعد، در ۱۹۷۴، ساموئل هورست اولین صفحهٔ لمسی شفاف را طراحی کرد و در سال ۱۹۷۷ اِلوگرافیک (به انگلیسی: Elographics) را تأسیس و روش فنی ۵-wire مقاومتی را به نام خود ثبت کرد که امروزه نیز پرکاربردترین روش می‌باشد.

## انواع فناوری

### مقاومتی
در این فناوری صفحه لمسی از چند لایه تشکیل شده‌است که مهم‌ترین‌شان، دو لایه فلزی‌ست. لایه‌های مقاومتی (حساس به فشار) با فاصله کمی از هم جدا شده‌اند. وقتی این صفحه در نقطه خاصی توسط شیء، لمس شود، صفحات مقاومتی در آن نقطه به یکدیگر متصل می‌گردند. در این حالت صفحه به صورت مقاومت عمل کرده و جریان الکتریکی صفحه تغییر می‌کند که توسط یک کنترلر، پردازش می‌شود. تغییر جریان به این نحو است که برحسب تعداد سیم‌های استفاده شده و مکان اتصال، مقاومت بین صفحات متفاوت خواهد بود.
خروجی تختهٔ لمسی معمولاً چهار، پنج و هشت سیمه‌است و مکان لایه‌های مقاومتی برحسب تعداد خروجی مورد استفاده متفاوت خواهد بود. در حالت چهارسیمه، شیء می‌تواند در چپ، راست، بالا و پایین قرار گیرد. در حالت پنج سیمه، نقطه‌های قابل تشخیص شامل پنج گوشه و نقطه وسط خواهد بود.
صفحات لمسی مقاومتی معمولاً قیمت مناسبی دارند؛ ولی دارای قدرت تفکیک ۷۵٪ هستند (که با اضافه کردن فیلم‌های پلاستیکی و شیشه‌ای تا ۸۵٪ قابل افزایش است). در مقابل این‌گونه صفحات از عوامل بیرونی مانند، آب و گرد و خاک تأثیر نمی‌پذیرند و امروزه بیشترین استفاده را دارند.
برای کیوسک‌های اطلاع‌رسانی یا ماشین‌های خودپرداز (بانک، سینما، فروشگاه) به‌طور گسترده‌ای استفاده می‌شوند.
این فناوری پرکاربردترین فناوری در صفحه‌های لمسی برای تولید گوشی‌های موبایل است و در گوشی‌های ویندوز موبایل مانند HTC TyTN II و HTC Touch Diamond متداول‌تر است.

#### مزایا
1. استفاده از اکثر اجسام برای لمس صفحه مانند دست، دستکش، قلم استایلوس
2. قیمت مناسب
3. کم حجم بودن سیستم ورودی

#### معایب
1. ثبت یک تماس (Touch) در یک لحظه
2. بازتاب نورها
3. حجیم بودن این تکنولوژی

#### موج آکوستیک سطح
این فناوری که به اختصار SAW از امواج فراصوتی که از تختهٔ لمسی عبور می‌کنند، استفاده می‌کند. وقتی صفحه لمس می‌شود، مقداری از این امواج جذب می‌شوند. این تغییر در امواج فراصوتی مکان لمس را مشخص می‌کند و برای پردازش به کنترلر فرستاده می‌شود. این‌گونه صفحات ممکن است بر اثر عوامل بیرونی صدمه ببینند. آلوده شدن سطح آن نیز می‌تواند بر عملکرد صفحه لمسی اثر بگذارد.

### خازنی

نمای شماتیکی یک صفحه لمسی خازنی

صفحه لمسی خازنی (یا الکترواستاتیک)، صفحه‌ایست که با موادی همچون اکسید نازک ایندیم پوشانده شده‌است که جریان ثابتی را از حسگر عبور می‌دهد؛ بنابراین حسگر باعث میدان دقیقاً کنترل‌شده‌ای از الکترون‌های ذخیره‌شده در هر دو محور افقی و عمودی می‌شود که دارای ظرفیت خازنی خواهد بود. وقتی میدان خازنی نرمال حسگر (در حالت پایه) توسط میدان خازنی دیگری (مثلاً انگشت انسان) تغییر کند، مدارات الکترونیکی که در گوشه‌های صفحه قرار دارند، برآیند تغییرات موج سینوسی میدان مرجع را اندازه‌گیری می‌کند و این اطلاعات را برای محاسبات ریاضی به کنترلر می‌فرستند.
صفحات لمسی خازنی، می‌توانند توسط انگشت بدون پوشش یا با ابزاری رسانای الکتریکی که با دست گرفته شده باشد، لمس شوند. این‌گونه صفحات لمسی از عوامل بیرونی تأثیر نمی‌پذیرند و قدرت تفکیک بالایی دارند؛ ولی مدارات آنالیز سیگنال آن‌ها قیمت آن‌ها را افزایش می‌دهند.

#### مزایا
1. ثبت کردن بیش از یک تماس در یک لحظه
2. عبور کافی نور

#### معایب
1. محدودیت استفاده از اجسام برای لمس آن
2. قیمت بالا
3. آسیب‌پذیری نسبت به آلودگی و رطوبت

### فروسرخ
این صفحات از یکی از دو روش کاملاً متفاوت استفاده می‌کنند. در یکی از این روش‌ها تغییرات دمایی سطح صفحه که توسط عوامل خارجی ایجاد شود را مورد استفاده قرار می‌دهد. این روش گاهی کند بوده و به دست‌هایی گرم نیاز دارند.
در روش دیگر آرایه‌ای از حسگرهای فروسرخ عمودی و افقی مورد استفاده قرار می‌گیرد که تغییرات در پرتوهای تنظیم‌شده نور فروسرخ نزدیک سطح صفحه را تشخیص می‌دهند. این صفحات مقاوم‌ترین سطح را دارند و در کاربردهای نظامی که نیاز به صفحه نمایش لمسی دارند مورد استفاده قرار می‌گیرند.

#### مزایا
1. عبور دادن تمامی نور تولید شده
2. با دوام‌ترین تکنولوژی در مقایسه با سایرین
3. قابل استفاده با تمامی اجسام بدون نیاز به فشار فیزیکی زیاد

#### معایب
1. بالاترین قیمت در مقایسه با سایرین
2. تأثیر منفی نور محیطی زیاد بر عملکرد
3. ثبت یک تماس در یک لحظه
4. عدم حفاظت از صفحه مانیتور

### تصویرسازی نوری (پردازش تصویر)
در این روش، تعداد دو عدد یا بیشتر حسگر (سنسور) تصویر در دور صفحه قرار می‌گیرند و نور زمینه فروسرخ (مادون قرمز) در طرف دیگر صفحه در زاویه دید دوربین قرار می‌گیرند. یک تماس به صورت سایه بر روی هر جفت از دوربین‌ها می‌افتد که می‌تواند با مثلثی کردن برای یافتن مکان تماس مورد استفاده قرار گیرد.

### فناوری پخش‌کنندگی سیگنال
این فناوری که به سال ۲۰۰۲ بازمی‌گردد از حسگرهایی برای تشخیص انرژی مکانیکی روی شیشه که بر اثر تماس به وجود آمده‌استفاده می‌کند. به وسیله الگوریتم‌های پیچیده و تفسیر آن‌ها مکان حقیقی تماس تعیین می‌شود.
این فناوری از عوامل بیرونی و گرد و خاک و نیز خش روی شیشه تأثیر نمی‌پذیرد و به دلیل اینکه به المان‌های دیگری روی شیشه نیاز نیست دارای شفافیت خوبی نیز خواهد بود. همچنین از هر شیء مانند انگشتان یا قلم‌ها می‌توان برای تماس استفاده کرد.

### تشخیص پالس صوتی
این فناوری از بیش از دو مبدل پیزوالکتریک استفاده می‌کند که در مکان‌های مختلف صفحه قرار گرفته‌اند تا انرژی لرزش (تماس) را به سیگنال الکتریکی تبدیل کنند. این سیگنال به یک پروندهٔ صوتی تبدیل می‌شود و سپس با پروفایل‌های صوتی از پیش تهیه شده برای هر نقطه از صفحه مقایسه می‌شود. این سامانه بدون شبکه‌ای از سیم‌ها روی صفحه کار می‌کند. خود صفحه از شیشه خالص است که خواص اپتیک و دوام شیشه را خواهد داشت. این سیستم با خش و گرد و خاک مشکلی ندارد و دقت خوبی دارد؛ و مهم‌تر از همه اینکه برای فعال شدن به هیچ جزء رسانا نیاز ندارد که مزیت مهمی برای صفحه تصویرهای بزرگ است.

## در اکوسیستم خانه هوشمند
صفحه لمسی نیز مانند دیگر فناوری‌های روز، دیر یا زود وارد اکوسیستم اتوماسیون خانگی و خانه‌های هوشمند شد. شاید بتوان گفت صفحه‌های لمسی یا پنل‌های لمسی، نقش مغز کنترل‌کننده‌ی سیستم را برعهده می‌گیرند
تاچ پنل یک صفحه لمسی برای کنترل اجزای خانه‌های هوشمند است. این صفحه لمسی می‌تواند در نقاط مختلفی از خانه نصب شود و شما می‌توانید از طریق آن، اجزای مختلف خانه خود را کنترل کنید. تاچ پنل‌ها برای کنترل اجزای مختلف خانه‌های هوشمندسازی شده به وسیله سیستم مدیریت ساختمان یا  BMS از ملزومات هر خانه هوشمند هستند. 